# Malocampa querula
Malocampa querula är en fjärilsart som beskrevs av Paul Dognin 1911. Malocampa querula ingår i släktet Malocampa och familjen tandspinnare. Inga underarter finns listade i Catalogue of Life.